# Metilkgonon reduktaza
Metilkgonon reduktaza (EC 1.1.1.334, MecgoR (gen)) je enzim sa sistematskim imenom ekgonin metil ester:NADP+ oksidoreduktaza. Ovaj enzim katalizuje sledeću hemijsku reakciju
ekgonin metil estar + + {\displaystyle \rightleftharpoons } ekgonon metil estar + +
Ovaj enzim iz biljke Eritroksilum coca katalizuje predzadnji korak biosinteze kokaina. In vivo reakcija teče u suprotnom smeru. Sa NADH umesto NADPH brzina reakcije je redukovana do 14%. Ovaj enzim takođe redukuje tropinon, nortropinon i 6-hidroksitropinon, ali sa nižim reakcionim brzinama.

## Literatura
- Nicholas C. Price; Lewis Stevens (1999). Fundamentals of Enzymology: The Cell and Molecular Biology of Catalytic Proteins (Third изд.). USA: Oxford University Press. ISBN 019850229X.
- Eric J. Toone (2006). Advances in Enzymology and Related Areas of Molecular Biology, Protein Evolution (Volume 75 изд.). Wiley-Interscience. ISBN 0471205036.
- Branden C; Tooze J. Introduction to Protein Structure. New York, NY: Garland Publishing. ISBN 0-8153-2305-0.
- Irwin H. Segel. Enzyme Kinetics: Behavior and Analysis of Rapid Equilibrium and Steady-State Enzyme Systems (Book 44 изд.). Wiley Classics Library. ISBN 0471303097.

## Spoljašnje veze
- Methylecgonone+reductase на 